# Republiken Åsen
Republiken Åsen är en icke erkänd mikronation som består av ett 20 hektar stort landområde som ligger i bygden Sölje i Värmland mellan Arvika och Säffle.  Den 31 augusti 2019 firade Republiken Åsen 100 år. Republiken utropades 1918 av bonden och konsthantverkaren Viktor Leander, som sedan axlade rollen som Åsens första president, under namnet President Viktorius I. Ett eget språk uppfanns, åsenska, som var en blandning av värmländska, vanlig svenska, latin, franska och engelska. Man låg en tid i fejd med mikrostaten Bondböneriket  som man också kom att utkämpa ett krig mot. 1962 uppmärksammades Republiken Åsen av utrikes press då man, skämtsamt, uppmanat sina medborgare att omedelbart skjuta eventuella skatteindrivare utsända av svenska staten. Republiken har egen regering. 
Republiken Åsen blev välkänt sedan både Sven Stolpe och folk från Mosebacke Monarki besökt republiken och exponerade den i radio.